# Зіткнення на заході Сирії (2024)
Після падіння режиму Асада в результаті кількох наступальних операцій, розпочатих опозиційними групами наприкінці листопада - на початку грудня 2024 року, відбулося кілька сутичок між прихильниками Асада і силами перехідного уряду Сирії, головним чином у районах, де більшість населення становлять алавіти, - в провінціях Тартус і Латакія, а також у західних провінціях Хама і Хомс.
Уряд вжив заходів для прочісування сіл на заході Сирії, щоб знайти і заарештувати або знищити офіцерів і чиновників, пов'язаних з військовими злочинами режиму Асада під час громадянської війни в Сирії. Сутички були спровоковані поширенням у соціальних мережах відеозаписів нападу на мечеть Абу Абдалли аль-Хусейна аль-Хусейбі в Алеппо, що стався в листопаді. Це призвело до підбурювання лояльних до Асада елементів на заході Сирії до кількох демонстрацій і громадянських заворушень серед алавітських громад.

## Передумови
У грудні 2024 року швидка військова кампанія під проводом фракції «Хаят Тахрір аш-Шам» (ХТШ) успішно повалила уряд президента Сирії Башара Асада, поклавши край більш ніж п'ятдесятирічному правлінню сім'ї Асадів у Сирії. Наступ, що розпочався в північно-західному регіоні країни, призвів до втечі Асада і його сім'ї до Росії. Після падіння Дамаска емір і військовий командир ХТШ Ахмед аль-Шараа став фактичним лідером Сирії, а більшість військовослужбовців Збройних сил Сирії здалися, втекли з країни або перейшли на бік дезертиртирів.

## Громадські заворушення та переслідування меншин

### Алавіти
Після падіння режиму Асада повідомлялося про ескалацію напруженості в Західній Сирії, особливо в регіонах зі значним алавітським населенням, де відбувалися сутички і громадянські заворушення в багатьох місцях, включаючи Тартус, Латакію і батьківщину Башара - Кардаху. Частини алавітського населення боялися потенційної відплати через те, що деякі лояльні до Асада члени секти були пов'язані з задокументованими військовими злочинами баасистського режиму, а також через зростаючі вимоги справедливості з боку людей, чиї родичі були вбиті або зникли безвісти від рук проасадівських сил.
15 грудня 2024 року Сирійський центр моніторингу за дотриманням прав людини повідомив, що проасадівські повстанці зустрічалися з сільськими головами в провінції Латакія, інструктуючи їх чинити опір діям новоствореного Управління військових операцій з метою захисту «алавітської секти».
22 грудня в районі Аль-Бахлулія на схід від Латакії після звинувачень у неправомірних діях сирійських урядових сил безпеки спалахнули демонстрації цивільного населення, яке вимагало повного виведення сирійських сил безпеки з селища. Інцидент стався, після того як озброєні люди, які стверджували, що мають відношення до сирійського уряду, силою увірвалися до резиденції Мухтара Аль-Бахлулії. Як повідомляється, зловмисники розмахували зброєю перед молодими мешканцями району та вчиняли різні протиправні дії, включаючи словесні та фізичні знущання над членами сім'ї та дівчинкою. Протестувальники скандували у відповідь «Смерть, а не приниження».
29 грудня нова група під назвою «Сирійський народний опір» оголосила про свою опозицію до уряду, очолюваного ХТШ, і пригрозила атакувати сили ХТШ у відповідь на громадянські заворушення, що почалися після повалення режиму Асада.
3 січня 2025 року Алавітський ісламський форум у Сирії оприлюднив заяву, в якій висловив свою підтримку сирійському перехідному уряду на чолі з ХТШ, але стверджував, що він не зміг впоратися з міжрелігійним насильством на заході Сирії.
7 березня 2025 року в провінції Латакія, як повідомила державна інформаційна агенція Сирії SANA, асадити напали на військові об'єкти. Зокрема, зіткнення сталися у місті Джабла, а в Тартусі почалися антиурядові протести, для їхнього придушення відкрили стрілянину. У місті була введена комендантська година

### Напад на святиню Абу Абдулли аль-Хусейна аль-Хусейбі
25 грудня демонстрації в сирійських алавітських громадах посилилися у відповідь на відеозаписи, на яких озброєні люди оскверняють святиню Абу Абдулли аль-Хусейна аль-Хусейбі в Алеппо, присвячену засновнику алавітської гілки ісламу, що вважається одним з найбільш шанованих місць гілки в усьому світі. Нападники вбили п'ятьох хранителів святині, осквернили їхні останки, сплюндрували святе місце і підпалили споруду. Відео викликало обурення серед частини алавітського населення Сирії.
Демонстрації спалахнули в багатьох районах Хомса, включаючи Аль-Хударі, Ваді Аль-Дахаб, Аз-Захраа, Ас-Сабіл, Аль-Аббасія і Аль-Мухаджирін. Протестувальники висловлювали обурення з приводу нападу на святиню сектантськими піснеспівами і публічними демонстраціями, а релігійні та громадські лідери засудили його як напад на алавітську релігійну спадщину та ідентичність, закликаючи притягнути винних до відповідальності. Протестувальники також вимагали, щоб уряд надав громаді більшу безпеку, а також звільнив усіх екстремістських та іноземних елементів зі своїх збройних сил. Кілька протестувальників були заарештовані в Хомсі, Тартусі та Джабле. Сирійські сили безпеки, що діють під керівництвом Департаменту військових операцій нового уряду, відкрили вогонь для розгону натовпу в Хомсі, в результаті чого один протестувальник загинув, а п'ятеро отримали поранення від вогнепальної зброї.
У відповідь на зростання напруженості новий уряд посилив свою присутність у регіонах, де домінують алавіти. Сили громадської безпеки ввели комендантську годину в Хомсі, Джебла і Баніасі, а військові підкріплення встановили периметр безпеки навколо районів Акрама і Нахда, щоб зупинити подальші заворушення. Вони також встановили військові контрольно-пропускні пункти, щоб цивільні особи могли здати зброю, і встановили гучномовці в мечетях, які наказували їм зробити це протягом 24 годин. Більшість, особливо офіцери, пов'язані з режимом Асада, відмовилися це робити.

### Християни
Існують звинувачення в тому, що ХТШ не в змозі контролювати зловживання салафітських джихадистських озброєних елементів проти християн.
23 грудня сотні християн та їхніх прихильників пройшли маршем через Дамаск після того, як іноземні бойовики підпалили різдвяну ялинку в Скальбії поблизу Хами. Протестувальники закликали владу ХТШ захистити меншини, а іноземних бойовиків - покинути Сирію. Пізніше ХТШ повідомила, що затримала підпалювачів.
З 26 грудня повідомляється, що екстремісти перебувають в Маалюлі, місті з християнською більшістю населення, і погрожують та переслідують мешканців.
За повідомленнями, 29 грудня ХТШ почали примусово роззброювати мешканців Ваді-аль-Насара.

## Сутички
14 грудня про-асадівські бойовики влаштували засідку на бійців «Легіону аш-Шам» в Аль-Музайріа в сільській місцевості Латакії, вбивши і поранивши п'ятнадцять військовослужбовців. Того ж дня Сирійське управління військових операцій розпочало рейд на Ель-Мазраа в провінції Хама, що вважається важливим опорним пунктом Хезболли, в результаті якого було заарештовано «десятки молодих людей, звинувачених у скоєнні попередніх злочинів проти населення цього району».
18 грудня Управління військових операцій провело кілька рейдів у провінціях Хама і Хомс, а також у кількох прибережних районах з метою пошуку пов'язаних з Асадом осіб і військових злочинців.
6 лютого 2025 року "Сирійський народний опір" заявив, що вбив 9 бійців сирійських сил безпеки, включаючи колишнього командира ХТШ та командира Східно-Туркестанського руху..

### Кампанія в Тартуській губернії
25 грудня невідомі озброєні групи здійснили синхронні напади на кілька контрольно-пропускних пунктів на заході Хами з гранатометів РПГ і великокаліберних кулеметів, в результаті чого один сирійський урядовий військовослужбовець загинув, а ще один отримав поранення. Того ж дня контингент Сил безпеки - лояльного до нової влади поліцейського підрозділу - увійшов до села Хірбет-аль-Мааза на півдні провінції Тартус. Вони мали намір заарештувати генерал-майора Мохаммада Канджо Аль-Хассана, який очолював Військову судову адміністрацію і польовий суд під час правління режиму Асада; його вважають одним з відповідальних за масові вбивства в в'язниці Седная. При в'їзді в село патруль Сил безпеки потрапив у засідку бойовиків, в результаті чого 14 полісменів і троє нападників були вбиті. За даними SOHR, за засідку відповідальні лоялісти Мохаммеда Канджо Хасана і ще одного колишнього баасистського офіцера Сухеля аль-Хасана. Бойовики на чолі з братом Мохаммеда Канджо Хасана вигнали силовиків з села. Перехідний уряд назвав засідку атакою прихильників Асада. У кількох містах було оголошено комендантську годину.
Згодом урядове Командування військових операцій наказало заарештувати нападників і направило підкріплення для забезпечення безпеки Хірбет-аль-Мааза. До 26 грудня Військове оперативне командування проводило широкомасштабну кампанію по всій території Тартуської провінції, обшукуючи будинки і забезпечуючи безпеку сільської місцевості. За повідомленнями, генерал-майор Мохаммад Канджо Аль-Хасан був захоплений у полон поблизу Хірбет аль-Мааза. У перестрілці також загинули троє бойовиків, пов'язаних з аль-Хасаном. 26 грудня 2024 року Перехідний уряд Сирії оголосив, що заарештував Мохаммеда Канджо Хасана, колишнього голову військової судової системи за режиму Асада і баасистського тюремного офіцера у в'язниці «Седная».
В інших поселеннях Тартуської провінції спостерігалася «масова втеча колишніх членів режиму». Двоє озброєних осіб з села Аз-Заркат, ідентифікованих як лояльні до режиму або «шабіха», були вбиті після участі у збройному конфлікті з силами безпеки. Кампанія з безпеки змусила багатьох колишніх чиновників режиму, причетних до злочинів проти сирійського цивільного населення, втекти з кількох сіл, зокрема Аз-Зурайкат, Хірбет-аль-Мааза та прилеглих районів. Крім того, четверо сирійських урядових підрозділів були знищені під час рейду на угруповання проасадівців, в якому перебував ватажок торговців людьми Шуджа аль-Алі в Балксі, на заході провінції Хомс.
16 січня 2025 року Головне управління безпеки (GSA) запобігло спробі проіранських мереж наркоторговців переправити зброю з регіону Тартус до Лівану
.

### Жертви серед цивільного населення
14 грудня брат імама мечеті Великого Пророка в Масьяфі, Хама, був убитий трьома кулями нападниками в масках, які переслідували і викрали його після того, як імама звинуватили у зв'язках з іранськими і шиїтськими ополченцями і в тому, що він проводив похорони для цивільних осіб регіону. Двоє цивільних осіб були викрадені в Аз-Зара, Хомс. Їхні тіла знайшли в холодильній камері через три дні.
15 грудня троє цивільних осіб були вбиті невідомими озброєними людьми, одного з них звинуватили у прихильності до Асада і катували перед стратою в Халфаї, Хама.
16 грудня колишній солдат Сирійської армії та його брат були викрадені невідомими нападниками у військовому автомобілі, коли вони стояли в черзі до центру поселення, призначеного для вирішення їхнього статусу безпеки в новій державі. Обидва були вбиті, а їхні тіла викинуті в лісі Ваер. Нападники в масках викрали цивільного під дулом пістолета в Аш-Шаджарі і стратили його біля сільськогосподарського дослідницького центру Аль-Габ на північний захід від Хами.
17 грудня в Ель-Кусейр від рук бойовиків загинула одна цивільна особа. Ще двоє мирних жителів були вбиті невідомими бойовиками в Ас-Сувайді, Масьяф. Озброєна група напала на цивільних осіб в Аш-Шаджарі і викрала фермера, якого пізніше знайшли мертвим зі слідами попередніх катувань.
18 грудня в селі Аль-Туваїм на заході Хами двоє невідомих вбили чоловіка після того, як він спробував перешкодити їм вкрасти його овець.
21 грудня невідома озброєна група викрала молодого чоловіка з його будинку в Тартусі після того, як пообіцяла допомогти йому вирішити питання безпеки в новій державі, а потім стратила його і понівечила труп.
22 грудня біля Хомса викрали молодого чоловіка, відвезли в Баніяс і стратили в полі невідомі озброєні люди.
23 грудня у Ваді-ан-Насара невідомі вбили чоловіка і жінку. Мешканець міста Хомс Яхмур був убитий невідомими озброєними людьми після того, як його звинуватили у лояльності до режиму Асада. Невідомий чоловік був знайдений вбитим в результаті «польової страти» біля кільцевої розв'язки Рас-Аш-Шамра в Латакії. Після того, як одна група невідомих озброєних людей здійснила напад і покинула Хадіду, друга група увійшла до міста і з невідомих причин вбила двох цивільних осіб.
24 грудня троє алавітських суддів були розстріляні невідомими під час поїздки в західній частині Хами. Кілька озброєних людей напали на мешканців семи будинків у селі Джидрін, де більшість населення становлять алавіти, і пограбували їх.
25 грудня в Латакії невідомий застрелив студента-медика. Один цивільний був знайдений мертвим на автомагістралі М4 в Аріха, Ідліб, його вбили в результаті «польової страти». Ще троє були вбиті невідомими в Таль-Саріні, Хама. Студент університету інформаційної інженерії був страчений у сільській місцевості Джабле невідомими озброєними людьми. 
26 грудня озброєна група здійснила наліт на село Аль-Азізія на заході провінції Хама, розташоване на рівнині Габ, і стратила мирного жителя, а потім заарештувала вісьмох інших і відвезла їх у невідомому напрямку.
5 січня 2025 року з'явилося повідомлення, про находження шести тіл працівників, які належали до мечеті Саїда Зейнаб. Проасадівський Сирійський народний опір звинуватив уряд на чолі з ХТШ у вбивстві робітників.